# Tsentralni (Perepràvnaia)
|  | Per a altres significats, vegeu «Tsentralni». |

Tsentralni - Центральный (rus) - és un khútor del krai de Krasnodar, a Rússia. Es troba a la vora esquerra del riu Labà. És a 12 km al sud de Mostovskoi i a 170 km al sud-est de Krasnodar.
Pertany a l'stanitsa de Perepràvnaia.